# Паутинные бородавки

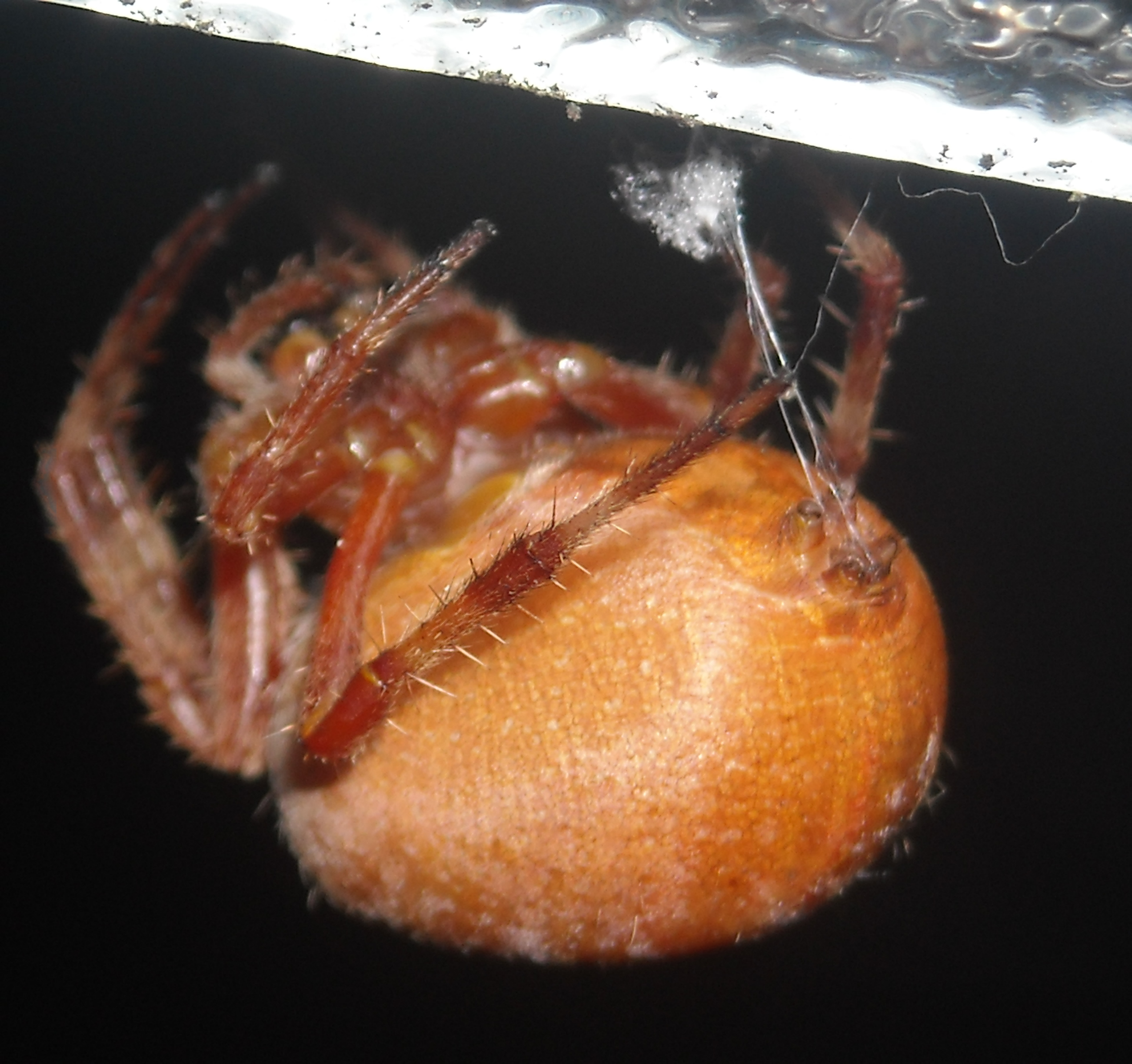
Аранеоморфный паук, выделяющий паутину. Паутинные бородавки смещены к заднему концу тела.

Паути́нные борода́вки — органы пауков, располагающиеся на брюшке (опистосоме). Представляют собой подвижные парные выросты (от одной до четырёх пар), часто обладающие членистым строением. Основная функция паутинных бородавок — формирование паутинного волокна: как правило, на их вершинах открываются протоки паутинных желёз. Однако нередко часть бородавок редуцируется и не участвует в производстве паутины. У пауков из семейства Hersiliidae очень длинные задние бородавки служат в том числе органами осязания.

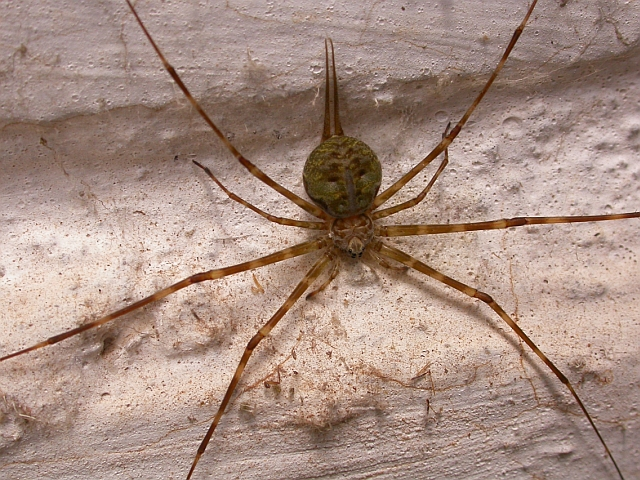
Удлинённые паутинные бородавки Hersiliidae выступают в качестве органов осязания.

## Происхождение
Традиционно паутинные бородавки рассматривают в качестве гомологов конечностей X и XI сегментов тела (соответственно, IV и V сегментов опистосомы). Исходно на обоих сегментах расположено по две пары бородавок (наружная и внутренняя). Существует два взгляда на их соответствие исходной конечности. Согласно первому, наружные и внутренние бородавки — гомологи ветвей изначально двуветвистой конечности, согласно второму, они представляют собой результат её вторичного деления. Сторонники второй точки зрения, на основе эмбриологических данных, считают гомологами конечностей лишь наружные пары паутинных бородавок, внутренние полагая новообразованиями. Последний взгляд подтверждается также и тем, что членистое строение характерно лишь для наружных пар.

## Членистобрюхие пауки
В подотряде членистобрюхих пауков сохраняется наиболее примитивное строение прядильного аппарата: четыре пары бородавок, сильно вынесенные вперёд. При этом все четыре функционируют лишь у молодых особей, у взрослых же обе внутренние пары частично или полностью утрачивают способность производить паутину. У небольшого числа представителей задняя внутренняя пара сливается в единое образование.

## Мигаломорфные и аранеоморфные пауки
Паутинные бородавки представителей этих подотрядов в ходе эмбрионального развития перемещаются на задний конец тела и в большинстве случаев располагаются сразу перед анальным бугорком. Подавляющее большинство их утрачивает переднюю внутреннюю пару. На её месте у аранеоморфных пауков обычно располагается небольшая пластинка — колулюс (лат. colulus). Мигаломорфные пауки, как правило, утрачивают обе передние пары. Как среди аранеоморфных, так и среди мигаломорфных пауков известны представители с одной парой паутинных бородавок.
Передняя внутренняя пара бородавок сохраняется и функционирует на протяжении всей жизни лишь у крибеллятных аранеоморфных пауков, у которых в результате её слияния образуется крибеллярная пластинка или крибеллюм (лат. cribellum).